# البنات والمجهول (فلم)
البنات والمجهول  فيلم دراما مصري للمخرج هشام أبو النصر عام 1986 عن قصة الكاتبة والصحافية إقبال بركة وسيناريو وحوار السيناريست فيصل ندا. الفيلم من بطولة شيرين، محمود الجندي، حمدي الوزير، صابرين، أشرف سيف، عبلة كامل، مصطفى كريم، وسلوى خطاب  وتدور الأحداث حول أسرة عم عبد الستار وبناته الخمسة وتطلعاتهم وما ينتظرهم من مصير مجهول.
صدر الفيلم إلى دور العرض المصرية في 7 فبراير 1986.
منح موقع قاعدة بيانات الأفلام العربية "السينما.كوم" الفيلم درجة 5.7/ 10.

## طاقم التمثيل
شيرين: في دور ليلى عبد الستار (طالبة جامعية)
محمود الجندي: في دور قيس (الشاب العربي الثري زميل ليلى)
حمدي الوزير: في دور سعيد الميكانيكي
صابرين: في دور فاتن عبد الستار (الابنة الرابعة طالبة المرحلة الثانوية)
أشرف سيف: في دور عاطف (شقيق سعيد)
عبلة كامل: في دور سميحة عبد الستار (الابنة الكبرى)
مصطفى كريم: في دور حسام النبراوي (ابن المقاول الثري)
سلوى خطاب: في دور يسرية عبد الستار (الابنة الثالثة - طالبة المعهد)
عبد المنعم إبراهيم: في دور عم عبد الستار (فراش البنك)
ناهد سمير: في دور كريمة (زوجة عبد الستار)
علية علي: في دور سنية الخاطبة
نادية شمس الدين: في دور صاحبة البيت
الطفلة مروة: في دور شهد عبد الستار (الابنة الخامسة تلميذة المرحلة الإبتدائية)
زيزي مصطفى: في دور لمياء الطرابلسي (سيدة الأعمال الثرية)
وفاء مكي: في دور سلمى (زوجة قيس الثرية)
محمد الشويحي: في دور منصور (مدير الجمرك)
فاروق الفيشاوي (ضيف شرف)
بالاشتراك مع: سوسو مصطفى – عبد الله عبد العزيز – سعيد إمام – ناهد عبد العزيز 

## أحداث الفيلم
يعمل عم عبد الستار (عبد المنعم إبراهيم) فراشاً في بنك، وهو متزوج من الست كريمة (ناهد سمير) وله خمس من الفتيات، الكبرى سميحة (عبلة كامل) لم تكمل تعليمها، وتساعد والدتها بخدمة أخواتها، وتنتظر العريس الذي تأتي به الست سنية (علية علي) الخاطبة، والتي جاءتها بعريس من دولة عربية مسن، أغراهم بعشرة آلاف جنيه مهر، غير الشبكة والهدايا، وإعفائهم من الجهاز، وأخذها إلى بلده. لم يكن عبد الستار راضيا عن هذه الزيجة، ولكنه اضطر للموافقة، وقام بشراء شهادات استثمار بالمهر لباقي الفتيات. الفتاة الثانية ليلى (شيرين) طالبة الجامعة المهتمة بدراستها، كي تتخرج وتساعد والدها، وتحاول أن توفر له في المصاريف بإستعارة كتب الدراسة من زميلاتها، والمذاكرة في مكتبة الجامعة، وتتعرض لتحرشات زميلها المستهتر قيس (محمود الجندي) وهو ثري من بلد عربي. لا تكترث ليلى لثراء قيس أو هداياه الثمينة، وكان صدها له، سببا في تعلقه بها أكثر حتى أحبها. الفتاة الثالثة هي يسرية (سلوى خطاب) طالبة المعهد، صاحبة التطلعات الفنية، وطموحها أن تصبح نجمة سينمائية يلتف حولها المعجبون وتخرج من دائرة الفقر، وهكذا بدأت بالعمل كومبارس.
الفتاة الرابعة فاتن (صابرين) طالبة المرحلة الثانوية المتمردة على حياة الفقر، والمتطلعة لحياة أفضل، وتسعى للتعرف على حسام النبراوي (مصطفى كريم) الشاب اللاهي ابن المقاول الكبير، وتخدعه بشأن مستواها الاجتماعي بينما يحاول النيل منها. ترفض فاتن محاولات الميكانيكي سعيد (حمدي الوزير) ابن صاحبة البيت (نادية شمس الدين) لطلبها للجواز، لأنه لم يحصل على شهادات.
الفتاة الخامسة شهد (مروة) تلميذة بالمرحلة الابتدائية.
كان سعيد الميكانيكي قد ترك التعليم ليتيح الفرصة لشقيقه الأصغر عاطف (أشرف سيف) ليكمل تعليمه، حتى تخرج وعمل بأحد البنوك الكبرى، وتعرف على السيدة لمياء الطرابلسي (زيزي مصطفى الراقصة) سيدة الأعمال التي تسعى للحصول على قرض كبير من البنك بدون ضمانات، وتستدرج عاطف ليكون عونا لها بالبنك، وتحاول أن تتزوجه وتشركه في العمل معها.
يسقط عم عبد الستار مصابا بالشلل بسبب حزنه على زواج ابنته الكبرى وسفرها للخارج، ويدخل عبد الستار مستشفى التأمين الصحي، ويهب سعيد الميكانيكي لمساعدة الفتيات في محنتهم، ولكن عندما يعلم قيس بما حدث لعم عبد الستار، يسارع بنقله إلى مستشفى خاص ويودع مبلغا كبيرا في خزينة المستشفى، وذلك ليتقرب من ليلى التي كانت ترفض صداقته، وقبلت صداقة أخيرا، ولكنها اكتشفت أن قيس متزوج من سلمى (وفاء مكي) من بنات بلده العربي، وهي التي تمنحه المال لأن والدها ثري. تقطع ليلى علاقتها بقيس، الذي يسارع بطلاقه من سلمى.
تعود سميحة من الخارج بعد أن اكتشفت أن زوجها المريض متزوج من 3 نساء غيرها، كما يكتشف عاطف أن زوجته تخونه مع مدير الجمرك منصور (محمد الشويحي) فيقوم بإبلاغ المدعي الاشتراكي عن فساد زوجته ومدير الجمرك. يحاول حسام إستدراج فاتن لمنزله عنوة ولكن سعيد الميكانيكي ينقذها وترضى به زوجا، بينما تتعرض يسرية لمحاولات المنتج والمخرج التيل منها، فتترك أحلام السينما وتعود للدراسة بينما يخرج عبد الستار من المستشفى، ويتقدم له قيس للزواج من ليلى.

## إنتاج الفيلم
تبدأ تترات فيلم "البنات والمجهول" بجملة "شباب السينما الجديدة في فيلم لهشام أبو النصر"، حيث قدم المخرج الدكتور، الحاصل على دكتوراه الإخراج من جامعة كاليفورنيا الأمريكية، هشام أبو النصر (1944 – 2012) الأستاذ في المعهد العالي للسينما المصري، مجموعة من الشباب في مستهل مشوارهم السينمائي. ظهر فيديو على مواقع التواصل الإجتماعي بعد مرور 30 عاماً  من صدوره ويعرض الفيديو لقاء بين الإعلامية سلمى الشماع من خلال برنامجها التلفزيوني "زووم" تم تصويره في كواليس تصوير فيلم "البنات والمجهول" عام 1985 حيث تجري الإعلامية حوارات مع بطلات الفيلم. شاهد الجمهور خجل النجمات شيرين وعبلة كامل وصابرين وسلوى خطاب خلال حديثهن مع سلمى الشماع، وأكدت سلوى  خطاب خلال اللقاء أنها مازالت تدرس في معهد الفنون المسرحية، وتركت كلية التجارة حباً في التمثيل، بينما احرجت سلمى الشماع الفنانة شيرين بسؤالها عن سنها الحقيقى، فقالت أن سنها الحقيقى الجمهور يعرفه، بينما سنها الفنى تخطى 14 عاماً.
لم تستطع بطلة الفيلم شيرين أن تخبر الإعلامية باسم الفيلم النهائي على وجه التحديد، فقد كان صناع الفيلم حائرين ما بين "بنات الناس الغلابة" و"ليلي والمجهول" و"البنات والمجهول"، وأخيراً اعتمد أبو النصر "البنات والمجهول".
ذكرت عبلة كامل في الحوار أدوارها السابقة مثل "وداعًا بونابرت"، و"للحُب قصة أخيرة"، و"الطوفان" وغيرهم، لتصبح أعمالها خمسة أعمال في عام واحد. وتعجبت الشماع وتساءلت هل تملك عبلة الموهبة التي تؤهلها لذلك. وتُفاجئ عبلة المشاهد وتقول: "أنا نفسي في أوسكار"، وترد الشماع: "دة طموح قوي".
قالت سلوى خطاب أن لها خبرة سابقة قبل "البنات والمجهول" حيث شاركت في "عشاق تحت العشرين" و"دعاء المظلومين"، وقالت عن انتقالها من كُلية التجارة إلى معهد الفنون المسرحية أن ذلك كان لصقل موهبتها عن طريق الدراسة.
واجهت سلوى الشماع الممثلة صابرين بسؤالها عن عملها بالغناء والتمثيل في نفس الوقت، وردت صابرين بأنها "مؤدية مش مطربة، وبدأت في محاكاة الفنانة شادية في غناء "مكسوفة"، وأضافت أن مثلها الأعلى نعيمة عاكف، وأنها تعتقد أنها تشبهها "موضوعًا لا شكلاً"، حيث تقوم بالغناء والرقص والتمثيل، كما أنها لديها صلة قرابة بعاكف. أضافت صابرين أنها بدأت التمثيل من صغرها في أفلام "سونيا والمجنون" و"حب أحلى من حب".

## وصلات خارجية
- مقالات تستعمل روابط فنية بلا صلة مع ويكي بيانات
- البنات والمجهول على موقع الدهليز
- البنات والمجهول على موقع كاروهات